# Енрико Де Никола
Енрѝко Де Нико̀ла (на италиански: Enrico De Nicola) е италиански политик, първи президент на Италия от 1 януари 1948 г. до 12 май 1948 г.